# Sangue sfrenato
Sangue sfrenato (Zügelloses Blut) è un film muto del 1917 diretto da Kurt Matull.
La fotografia è firmata da Otto Jäger ed è il primo film che Pola Negri girò in Germania dopo quattro film interpretati in Polonia.

## Produzione
Il film fu prodotto dalla Saturn-Film.

## Distribuzione
Il film ottenne il visto di censura nel maggio 1917. A Berlino, ne venne vietata la visione ai minori.
In Italia venne distribuito dalla Gladiator, dopo aver ottenuto il visto di censura 15540 nel novembre 1920.